# Breakfast at Tiffany's (chanson)
Pour les articles homonymes, voir Breakfast at Tiffany's.
Breakfast at Tiffany's est une chanson du groupe Deep Blue Something, sortie en 1995.

## Palmarès de fin de l'année
| Palmarès (1995)                      | Position |
| ------------------------------------ | -------- |
| Palmarès des chansons (Canada) (RPM) | 86       |

| Palmarès (1996)                      | Position |
| ------------------------------------ | -------- |
| Australie (ARIA)                     | 38       |
| Belgique (Ultratop 50 Flanders)      | 63       |
| Palmarès des chansons (Canada) (RPM) | 46       |
| Europe (Eurochart Hot 100)           | 46       |
| Allemagne (Official German Charts)   | 24       |
| Islande (Íslenski Listinn Topp 40)   | 39       |
| Suède (Sverigetopplistan)            | 56       |
| UK Singles (OCC)                     | 17       |
| USA Billboard Hot 100                | 39       |